# ثقافة جنوب السودان

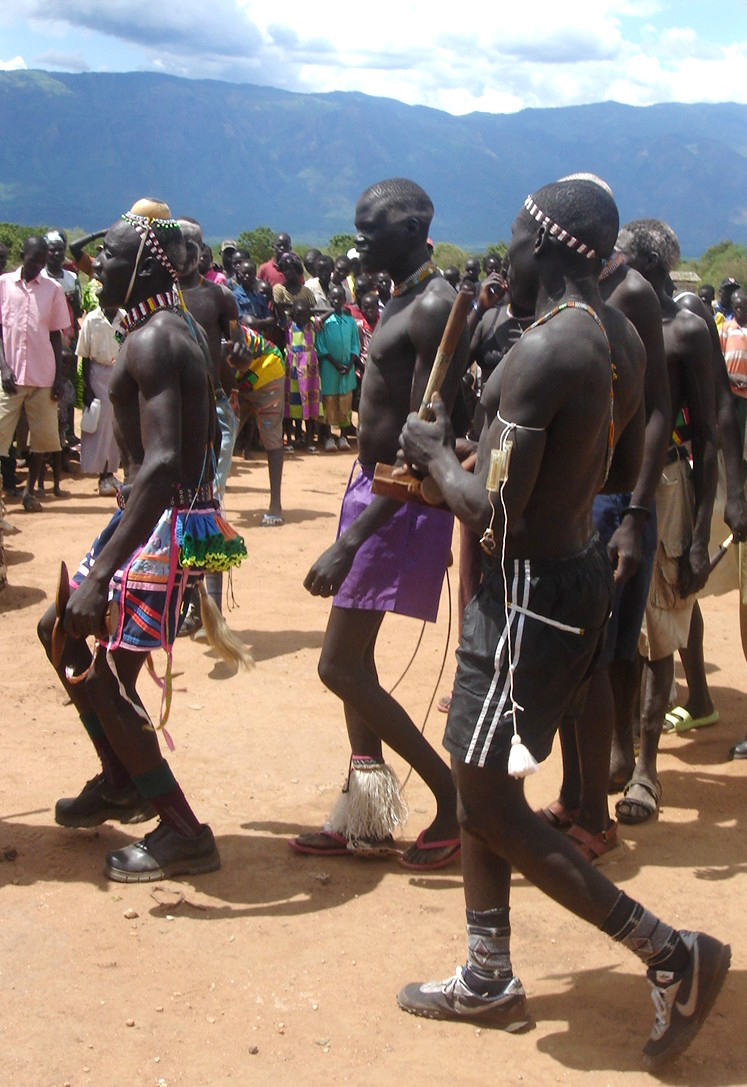
راقصو اتفاق السلام في كبويتا بالسودان

تشمل ثقافة جنوب السودان الأديان واللغات والمجموعات العرقية والأطعمة والتقاليد الأخرى لشعوب دولة جنوب السودان الحديثة، وكذلك سكان المناطق التاريخية في جنوب السودان.

## رياضة
- اتحاد جنوب السودان لكرة القدم
- منتخب جنوب السودان لكرة السلة
- منتخب جنوب السودان لكرة القدم